# Michael Lauber

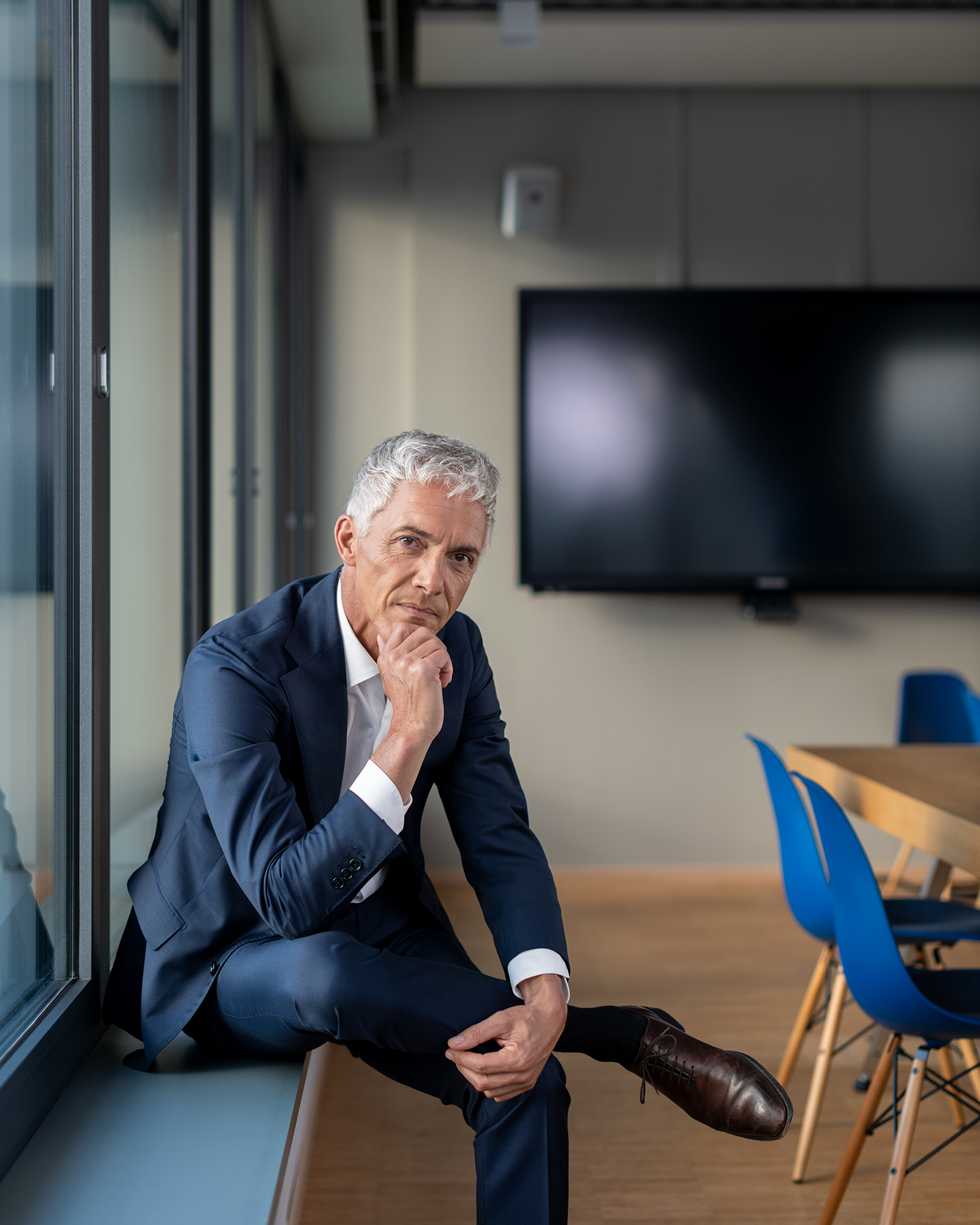
Michael Lauber (2020)

Michael Christoph Lauber (* 12. Dezember 1965 in Olten; heimatberechtigt in Winterthur und Luzern) ist ein Schweizer Rechtsanwalt. Von 2012 bis Ende August 2020 war er Bundesanwalt der Schweiz und damit Amtsleiter der Bundesanwaltschaft. Seit dem 1. Dezember 2024 ist er Kommunikationschef der christkatholischen Kirche der Schweiz.

## Beruflicher Werdegang
1992 schloss Michael Lauber das Rechtsstudium an der Universität Bern ab und erlangte das Anwaltspatent. Er ist Mitglied der Sektion Bern des Schweizerischen Zofingervereins. In der Schweizer Armee war er zuletzt Kommandant einer Panzerstabskompanie im Dienstgrad eines Hauptmanns.
Von 1992 bis 1993 war er Untersuchungsrichter im Kanton Bern, anschliessend bis 1995 Chef der Spezialfahndung I der Berner Kriminalpolizei. Danach leitete er während fünf Jahren bis 2000 die Zentralstelle Organisierte Kriminalität im Bundesamt für Polizei. Von 2000 bis 2001 arbeitete er als Rechtsanwalt in Zürich und war Geschäftsführer von PolyReg, einer Selbstregulierungsorganisation von Finanzintermediären.
Ab 2001 war Lauber im Fürstentum Liechtenstein tätig. Bis 2004 war er Leiter der Meldestelle für Geldwäscherei («Financial Intelligence Unit (FIU)») und von 2004 bis 2010 Geschäftsführer des Liechtensteinischen Bankenverbandes (LBV). Von Anfang 2010 bis Ende 2011 war er Präsident des Aufsichtsrates der Finanzmarktaufsicht Liechtenstein (FMA).
Lauber war ausserdem Geldwäscherei-Evaluator für Russland, Zypern, Oman, Luxemburg und Monaco sowie Experte für schwere Wirtschaftskriminalität, organisierte Kriminalität und Geldwäscherei in verschiedenen Projekten des Internationalen Währungsfonds (IWF) und der Weltbank in Zentralasien. Er war Referent bei verschiedenen nationalen und internationalen Gremien und Foren zum Thema Geldwäscherei und Lehrbeauftragter an der Universität Liechtenstein.
Am 28. September 2011 wählte ihn die Vereinigte Bundesversammlung mit 203 von 206 gültigen Stimmen auf Vorschlag der Gerichtskommission der Vereinigten Bundesversammlung zum Bundesanwalt für die Amtsperiode 2012–2015. Er löste damit Erwin Beyeler ab, der im Juni 2011 nicht wiedergewählt wurde. Am 17. Juni 2015 wurde Lauber mit 195 von 216 gültigen Stimmen im Amt für die Amtsdauer 2016 bis 2019 bestätigt.
Ende November 2024 hat sich der Synodalrat der christkatholischen Kirche der Schweiz für Lauber als Sprecher entschieden. Er trat das Amt am 1. Dezember 2024 an. Bereits im Sommer 2024 wurde Lauber Mitglied des Synodalrats.

## Verfahrenskomplex Weltfussball
2015 eröffnete Lauber Verfahren gegen vier Mitglieder des Organisationskomitees der Fussball-WM 2006 in Deutschland. Die Verfahren sollten klären, ob es sich bei umstrittenen Zahlungen an unter anderem den damaligen Vizepräsidenten der FIFA in Katar um einen Stimmenkauf für die WM-Vergabe an Deutschland gehandelt hatte. Später kamen weitere Fussball-Verfahren, insgesamt fast zwei Dutzend, hinzu. Unter anderem ging es um TV-Rechte-Deals, die der spätere FIFA-Präsident Gianni Infantino als UEFA-Chefjurist unterzeichnet hatte.
Das Bundesstrafgericht kritisierte im Juni 2019 die Amtsführung Laubers im Fussball-Verfahrenskomplex. Vor allem rügte das Gericht geheime, von Lauber als informell bezeichnete Treffen mit FIFA-Präsident Infantino. Die Treffen mit Infantino hatte Lauber nicht protokolliert. Schon im Mai 2019 hatte die Aufsichtsbehörde über die Bundesanwaltschaft (AB-BA) im Zusammenhang mit den kritisierten Treffen eine Disziplinaruntersuchung gegen Lauber eröffnet. Für Aufsehen und Kritik in der Offentlichkeit sorgte vor allem, dass Michael Lauber behauptete, sich nicht erinnern zu können, als ruchbar wurde, dass es ein drittes, von Lauber verschwiegenes Treffen mit Infantino gegeben hatte. Keine Erinnerung mehr an das Treffen zu haben, machten auch Infantino selbst sowie der Walliser Oberstaatsanwalt Rinaldo Arnold geltend, der die Treffen eingefädelt hatte. Auch Laubers Kommunikationschef André Marty, der vierte Teilnehmer an dem Treffen, mochte sich nicht erinnern.
Für die Wiederwahl vom 25. September 2019 durch die Vereinigte Bundesversammlung für die Amtsperiode 2020–2023 empfahl die Gerichtskommission des Parlaments mit 9 zu 6 Stimmen bei einer Enthaltung, Lauber nicht wiederzuwählen. Laut der Kommission hatte Lauber mit den Treffen mit FIFA-Präsident Infantino die Amtspflichten grob fahrlässig verletzt. Unterstützung erhielt Lauber von der Schweizerischen Staatsanwälte-Konferenz (SSK) und von der SVP- sowie der FDP-Fraktion, die Lauber zur Wiederwahl empfahlen. Auch eine knappe Mehrheit der SP-Fraktion sprach sich für die Wiederwahl aus, während die Fraktionen der CVP und der Grünen auf eine Wahlempfehlung verzichteten. Lauber wurde am 25. September knapp mit 129 von 243 gültigen Stimmen wiedergewählt, das für die Wiederwahl nötige absolute Mehr lag bei 122 Stimmen.
Anfang März 2020 war das Disziplinarverfahren der AB-BA gegen Lauber abgeschlossen. Die Aufsichtsbehörde legte Lauber unter anderem eine Verletzung von Art. 77 StPO betreffend Protokollierungspflicht zur Last, ausserdem eine Verletzung des «Code of Conduct» der Bundesanwaltschaft (Verbot des Handelns im Interessenkonflikt), eine Verletzung der Treuepflicht, illoyales Handeln und eine Behinderung der Disziplinaruntersuchung. Im Kern zeige Lauber «ein falsches Berufsverständnis». Aufgrund der festgestellten Amtspflichtverletzungen verfügte die AB-BA die «Sanktion einer Lohneinbusse von 8 % für die Dauer eines Jahres». Der Schweizer Presse ging diese Sanktion nicht weit genug. So kommentierte etwa die Handelszeitung: «Diese homöopathische Strafe ist himmelschreiend.»
Dennoch legte Michael Lauber am 22. April 2020 Beschwerde beim Bundesverwaltungsgericht gegen die verfügte Lohnkürzung ein. Er bestritt die gegen ihn erhobenen «Behauptungen und Wertungen» vollumfänglich und bezeichnete einzelne Aussagen der AB-BA als «reine Unterstellung». Die Beschwerde Laubers nahm am 28. April 2020 BDP-Nationalrat Lorenz Hess zum Anlass, ein Amtsenthebungsverfahren gegen Lauber zu beantragen. Zuvor hatte SP-Nationalrat Matthias Aebischer, der Vizepräsident der Gerichtskommission der Vereinigten Bundesversammlung, ähnliche Schritte angekündigt. Auch die Grüne Partei forderte eine Einleitung der Amtsenthebung.
Der Ordinarius für Strafrecht und Antikorruptionsexperte Mark Pieth war in einem Interview der Meinung, Lauber untergrabe die «Glaubwürdigkeit der Schweizer Strafverfolgung». Lauber verstehe nicht, «dass er eine öffentliche Funktion hat und dass man in der Schweiz als Staatsangestellter gegenüber dem Volk geradezustehen hat. Die Aufsichtsbehörde vertritt quasi das Volk.» Pieth, wie auch zahlreiche Kommentatoren in der Presse, kritisierten, dass der Fall der mutmasslichen Schmiergeldzahlungen in Zusammenhang mit der Fussball-WM 2006 durch verschleppte Verfahren verjährte, ohne dass ein Urteil erging.
Nach einer Anhörung Laubers beschloss die Gerichtskommission der Vereinigten Bundesversammlung, gegen Lauber ein Amtsenthebungsverfahren zu eröffnen.
Die Geschäftsprüfungskommissionen von Nationalrat und Ständerat, welchen die parlamentarische Oberaufsicht über die AB-BA und die Bundesanwaltschaft obliegt, untersuchten mit Bericht vom 24. Juni 2020 das «Aufsichtsverhältnis zwischen der Bundesanwaltschaft und ihrer Aufsichtsbehörde». Sie stellen in dem Bericht fest, dass das Verhalten des Bundesanwalts «einem falschen Aufsichtsverständnis» entspreche, indem er «tendenziell Mühe bekundet, Aufsichtshandlungen der AB-BA zu akzeptieren, die nicht zuvor konsensuell mit ihm abgesprochen sind». Vom Bundesanwalt sei «zu verlangen, dass er seiner Aufsichtsbehörde gegenüber den nötigen Respekt entgegenbringt. Unter diesem Aspekt ist es zum Beispiel unhaltbar, wenn der Bundesanwalt wegen seines Konflikts mit der Aufsichtsbehörde nicht mehr zu den Aufsichtssitzungen erscheint oder wenn er an einer Medienkonferenz seine Aufsichtsbehörde frontal angreift.»
Nachdem das Bundesverwaltungsgericht Laubers Beschwerde zwar teilweise gutgeheissen, in den wesentlichen Punkten aber die AB-BA bestätigt hatte, stellte Lauber am 24. Juli 2020 seinen Rücktritt in Aussicht. Er trat dann auf Ende August 2020 zurück. Damit wurde auch das noch laufende Amtsenthebungsverfahren gegenstandslos, die parlamentarische Gerichtskommission stellte es mit Wirkung per 1. September 2020 formell ein.
Gegen Lauber wurde ungeachtet seines Rücktritts ein Strafverfahren eröffnet. Der eigens eingesetzte ausserordentliche Staatsanwalt Stefan Keller, Präsident des Ober- und Verwaltungsgerichts des Kantons Obwalden, beantragte beim Parlament bereits im Juli 2020 die Aufhebung von Laubers Immunität. Die Kommission für Rechtsfragen des Ständerats und die Immunitätskommission des Nationalrats gaben diesem Antrag Ende August 2020 mit jeweils grosser Mehrheit statt. Gegen Gianni Infantino und den bei den beanstandeten Treffen teilnehmenden Walliser Oberstaatsanwalt Rinaldo Arnold eröffnete die Staatsanwaltschaft Ende Juli 2020 ein Strafverfahren. Sie sieht Anzeichen für ein strafbares Verhalten wie Amtsmissbrauch (Art. 312 StGB), Verletzung des Amtsgeheimnisses (Art. 320 StGB) und Begünstigung (Art. 305 StGB), bzw. bei Infantino Anzeichen für die Anstiftung zu diesen Tatbeständen. Im April 2021 wurde bekannt, dass gegen Laubers Kommunikationschef André Marty ebenfalls wegen der FIFA-Affäre ein Strafverfahren eröffnet wurde.
Das Strafverfahren gegen Michael Lauber, Gianni Infantino und weitere Beschuldigte wurde am 19. Oktober 2023 mit einlässlicher Begründung, deren Dichte auch dem erhöhten öffentlichen Interesse ("Risiko der Krise des Vertrauens in die Institution Bundesanwaltschaft") am Ausgang des Verfahrens Rechnung trägt, eingestellt. Die durchgeführten Untersuchungen kamen zu einem klaren Ergebnis und sie stützten den erwähnten Tatverdacht nicht, sondern sie entkräfteten ihn. Es ergaben sich keinerlei Hinweise auf Verabredungen, Vereinbarungen, Entscheide etc., welche sich auf strafprozessuale Handlungen oder Unterlassungen im gesamten Verfahrenskomplex "Weltfussball" auswirkten oder auswirken sollten. Mit anderen Worten: Es gab keine Instrumentalisierung der Bundesanwaltschaft. Der Tagesanzeiger titelte denn in seiner Ausgabe vom 2. November 2023 auch folgerichtig auf Seite 3: "Ausser Spekulationen nichts gewesen". Das Verfahren gegen FIFA-Chef Gianni Infantino und Ex-Bundesanwalt Michael Lauber sollte das Vertrauen in die Justiz stärken. Doch die Ermittler agierten chaotisch – und mit falschen Gerüchten.

## Persönliches
Lauber ist Sohn eines Pfarrers und einer Mathematikerin. Er ist parteilos und lebt mit seinem Partner in einer eingetragenen Partnerschaft in Zürich.